# Hispasat 1C
Hispasat 1C est un satellite de télécommunications appartenant à l'opérateur Hispasat. Situé à 30° Ouest, il doit fournir pendant une quinzaine d'années des services de télécommunications sur l'Espagne et les Amérique.

## Description
Construit par Alcatel Space sur une plateforme Spacebus 3000B2, il est équipé de 24 transpondeurs de 36 MHz en bande Ku. De 12 à 20 répéteurs peuvent être connectés sur le faisceau centré sur l'Espagne et couvrant l'Europe, et de 4 à 12 transpondeurs pouvant être connectés sur le faisceau couvrant les Amériques.
Il a été lancé par une fusée Atlas IIAS (vol 125) depuis le Centre spatial Kennedy.
Il est principalement utilisé pour diffuser les bouquets numériques espagnol Digital+ et portugais TV Cabo.
Il a été renommé Hispasat 84W-1 et sa position est 83,8° Ouest en 2016.